# Klasa (biologija)
U biološkoj klasifikaciji, klasa (lat. classis) je naziv osnovne taksonomske kategorije i taksonomski rang. Drugi dobro poznati rangovi su život, domen, carstvo, razdeo/tip, red, porodica, rod, i vrsta. Klasa se u hijerarhiji nalazi iznad reda a ispod razdela (u botaničkoj nomenklaturi), odnosno tipa (u zoološkoj). 
Sastav svake klase određuju taksonomisti. Često ne postoji tačan dogovor, i različiti taksonomisti zauzimaju različite pozicija. Ne postoje čvrsta pravila koja bi oni slijedili u opisivanju klasa, ali za poznate životinje verovatno postoji konsenzus. Na primer, psi su obično svrstani u tip hordata (životinje sa notohordom); u klasu sisara; u red zveri.

## Istorija
Klasu kao poseban rang biološke klasifikacije koja ima svoje prepoznatljivo ime (i nije zvana samo rod najvišeg nivoa (genus summum)) prvi je uveo francuski botaničar Žozef Piton de Turnefor u svojoj klasifikaciji biljaka koja se pojavila u njegovim Eléments de botanique, 1694.
U onoj meri u kojoj je dostupna opšta definicija klase, ona je istorijski zamišljena kao obuhvatanje taksona koji kombinuju poseban stepen organizacije – tj. 'nivo složenosti', meren u smislu koliko su njihovi sistemi organa diferencirani u različite regione ili pod-organe—sa posebnim tipom konstrukcije, što je drugim rečima određeni raspored sistema organa. S tim na umu, sastav svake klase je na kraju određen subjektivnom procenom taksonomista. Često ne postoji tačan dogovor, sa različitim taksonomistima koji zauzimaju različite pozicije. Ne postoje objektivna pravila za opisivanje klase, ali za dobro poznate životinje verovatno postoji konsenzus.
U prvom izdanju svog dela Systema Naturae (1735), Karl Line je podelio sva tri svoja kraljevstva prirode (minerale, biljke i životinje) u klase. Samo u životinjskom carstvu Lineove klase su slične klasama koje se danas koriste; njegove klase i redovi biljaka nikada nisu imali za cilj da predstavljaju prirodne grupe, već da obezbede pogodan „veštački ključ“ prema njegovom Systema Sexuale, uglavnom zasnovanom na rasporedu cveća. U botanici se o klasama sada retko govori. Od prvog objavljivanja APG sistema 1998. godine, koji je predložio taksonomiju cvetnih biljaka do nivoa redova, mnogi izvori su radije tretirali više rangove od redova kao neformalne klade. Tamo gde su formalni rangovi dodeljeni, rangovi su svedeni na mnogo niži nivo, npr. klasa Equisitopsida za kopnene biljke, sa glavnim podelama unutar klase dodeljenim potklasama i nadredovima.
Klasa se smatrala najvišim nivoom taksonomske hijerarhije sve dok u ranom devetnaestom veku nisu uvedeni ogranci Žorža Kivjea, koje je Ernst Hekel prvi nazvao razdeo.

## Hijerarhija rangova
Kao i kod drugih kategorija, moguće je definisati:
| Ime                | Značenje prefiksa | Primer 1  | Primer 2    | Primer 3   |
| ------------------ | ----------------- | --------- | ----------- | ---------- |
| Natklasa (lat. )   | iznad             | Tetrapoda |             |            |
| Klasa              |                   | Mammalia  | Maxillopoda | Sauropsida |
| Potklasa (lat. )   | ispod             |           | Thecostraca | Avialae    |
| Infraklasa (lat. infraclassis) | niže              |           | Cirripedia  | Aves       |
| Parvklasa          | malo, nevažno     |           |             | Neornithe  |

## Literatura
- Stuessy, Tod F. (2009). Plant taxonomy: the systematic evaluation of comparative data. New York: Columbia University Press. стр. 53. ISBN 978-0-231-14712-5.
- Barnhart, John Hendley (15. 1. 1895). „Family Nomenclature”. Bulletin of the Torrey Botanical Club. 22 (1): 1—25. JSTOR 2485402. doi:10.2307/2485402.
- Bullock, A. A. (јануар 1958). „Indicis Nominum Familiarum Angiospermarum Prodromus”. Taxon. 7 (1): 1—35. JSTOR 1216226. doi:10.2307/1216226.
- Bullock, A. A. (август 1958). „Indicis Nominum Familiarum Angiospermarum Prodromus: Additamenta et Corrigenda I”. Taxon. 7 (6): 158—163. JSTOR 1217503. doi:10.2307/1217503.
- Croizat, Leon (јануар 1945). „History and Nomenclature of the Higher Units of Classification”. Bulletin of the Torrey Botanical Club. 72 (1): 52—75. JSTOR 2481265. doi:10.2307/2481265.
- Benton, Michael J. (2005). Vertebrate Palaeontology (3rd изд.). Oxford: Blackwell Publishing. ISBN 978-0-632-05637-8.
- Brummitt, R.K., and C.E. Powell. . Authors of Plant Names. 1992. ISBN 0-947643-44-3.. Royal Botanic Gardens, Kew.
- Robert L. Carroll (1988) "Vertebrate Paleontology and Evolution." W. H. Freeman and Company, New York, Carroll, Robert L. (1988). Vertebrate Paleontology and Evolution. Freeman. стр. 1–698. ISBN 978-0-7167-1822-2.
- Gaffney, Eugene S., and Peter A. Meylan. 1988. "A phylogeny of turtles". In M.J. Benton (ed.), The Phylogeny and Classification of the Tetrapods, Volume 1: Amphibians, Reptiles, Birds, 157–219. Oxford: Clarendon Press.
- Haris Abba Kabara. (2001), Karmos hand book for botanical names.
- Lambert, David. (1990). Dinosaur Data Book. Oxford: Facts on File & British Museum (Natural History). ISBN 0-8160-2431-6.
- McKenna, Malcolm C., and Susan K. Bell (editors). 1997. Classification of Mammals Above the Species Level. New York: Columbia University Press. 1997. ISBN 0-231-11013-8.
- Milner, Andrew. 1988. "The relationships and origin of living amphibians". In M.J. Benton (ed.), The Phylogeny and Classification of the Tetrapods, Volume 1: Amphibians, Reptiles, Birds, 59–102. Oxford: Clarendon Press.
- Novacek, Michael J. 1986. "The skull of leptictid insectivorans and the higher-level classification of eutherian mammals". Bulletin of the American Museum of Natural History 183: 1–112.
- Sereno, Paul C. 1986. "Phylogeny of the bird-hipped dinosaurs (Order Ornithischia)". National Geographic Research 2: 234–56.
- Willis, K.J., and J.C. McElwain. 2002. The Evolution of Plants. Oxford University Press. 2002. ISBN 0-19-850065-3.
- International Commission on Zoological Nomenclature (1999), International Code of Zoological Nomenclature. Fourth Edition, International Trust for Zoological Nomenclature
- Moore, R. T. (1974). „Proposal for the recognition of super ranks” (PDF). Taxon. 23 (4): 650—652. JSTOR 1218807. doi:10.2307/1218807. Архивирано из оригинала (PDF) 06. 10. 2016. г. Приступљено 31. 05. 2022.
- Luketa, S. (2012). „New views on the megaclassification of life” (PDF). Protistology. 7 (4): 218—237. Архивирано из оригинала (PDF) 02. 04. 2015. г. Приступљено 31. 05. 2022.
- Chase, M.W.; Reveal, J.L. (2009). „A phylogenetic classification of the land plants to accompany APG III”. Botanical Journal of the Linnean Society. 161 (2): 122—127. doi:10.1111/j.1095-8339.2009.01002.x .
- Euzéby, J. P. (1997). „List of Bacterial Names with Standing in Nomenclature: a folder available on the Internet (13 Dec. 2007 version)”. International Journal of Systematic and Evolutionary Microbiology. 47 (2): 590—592. PMID 9103655. doi:10.1099/00207713-47-2-590 .
- Gingerich, P. D. (1987). „Evolution and the fossil record: patterns, rates, and processes”. Canadian Journal of Zoology. 65 (5): 1053—1060. doi:10.1139/z87-169.
- Kluge, N.J. (1999). „A system of alternative nomenclatures of supra-species taxa. Linnaean and post-Linnaean principles of systematics”. Entomological Review. 79 (2): 133—147.
- Kluge, N.J. (2010). „Circumscriptional names of higher taxa in Hexapoda”. Bionomina. 1 (1): 15—55. doi:10.11646/bionomina.1.1.3 .
- Schuh, Randall T. and Andrew V. Z. Brower. (2009). Biological Systematics:  Principles and Applications, 2nd edn. ISBN 978-0-8014-4799-0..
- Simpson, Michael G. . (2005). Plant Systematics. ISBN 978-0-12-644460-5.
- Wiley, Edward O. and Bruce S. Lieberman. 2011. "Phylogenetics: Theory and Practice of Phylogenetic Systematics, 2nd edn."  978-0-470-90596-8
- Fortey, Richard (2008), Dry Store Room No. 1: The Secret Life of the Natural History Museum, London: Harper Perennial, ISBN 978-0-00-720989-7
- de Candolle, Augustin Pyramus (1818—1821). Regni vegetabilis systema naturale, sive Ordines, genera et species plantarum secundum methodi naturalis normas digestarum et descriptarum 2 vols. Paris: Treuttel et Würtz.
- de Candolle, AP (1819) [1813]. Théorie élémentaire de la botanique, ou exposition des principes de la classification naturelle et de l'art de décrire et d'etudier les végétaux (2nd изд.).
- de Candolle, AP (1824—1873). Prodromus systemati naturalis regni vegetabilis sive enumeratio contracta ordinum, generum specierumque plantarum huc usque cognitarum, juxta methodi naturalis normas digesta.. (also available online at Gallica)
- de Lamarck, Jean-Baptiste; de Candolle, Augustin Pyramus (1815a). Flore française ou descriptions succinctes de toutes les plantes qui croissent naturellement en France disposées selon une nouvelle méthode d'analyse ; et précédées par un exposé des principes élémentaires de la botanique (vol. III) (3 изд.). Paris: Desray. Приступљено 29. 10. 2014.
- de Lamarck, Jean-Baptiste; de Candolle, Augustin Pyramus (1805). Principes élémentaires de botanique et de physique végétale (extract) (3 изд.). Paris: Desray.
- de Lamarck, Jean-Baptiste; de Candolle, Augustin Pyramus (1815b). Flore française ou descriptions succinctes de toutes les plantes qui croissent naturellement en France disposées selon une nouvelle méthode d'analyse ; et précédées par un exposé des principes élémentaires de la botanique (vol. V) (3 изд.). Paris: Desray. Приступљено 29. 10. 2014.
- Bentham, G.; Hooker, J.D. (1862—1883). Genera plantarum ad exemplaria imprimis in herbariis kewensibus servata definita (3 vols.). London: L Reeve & Co. Приступљено 24. 1. 2014.
- Bentham, George (фебруар 1877). „On the Distribution of the Monocotyledonous Orders into Primary Groups, more especially in reference to the Australian Flora, with notes on some points of Terminology.”. Journal of the Linnean Society of London, Botany. 15 (88): 490—520. doi:10.1111/j.1095-8339.1877.tb00261.x .
- Singh, Gurcharan (2010). Plant Systematics: An Integrated Approach (3 изд.). Science Publishers. ISBN 978-1578083510. Приступљено 23. 1. 2014.

## Spoljašnje veze
- ICN (2012). „International Code of Nomenclature for algae, fungi, and plants”. Bratislava: International Association for Plant Taxonomy. Архивирано из оригинала 04. 11. 2013. г. Приступљено 17. 1. 2016.